# Hundsbach (biflöde till Wondreb)
Hundsbach, i övre loppet Mühlbach (tyska) eller Mlynský potok (tjeckiska), är ett vattendrag i västra Tjeckien och sydöstra Tyskland.   Det rinner genom regionen Karlovy Vary och Bayern.